# Tommaso Antici
Tommaso Antici (Recanati, 10 maggio 1731 – Recanati, 4 gennaio 1812) è stato un cardinale italiano.
Papa Pio VI lo creò cardinale presbitero nel concistoro del 30 marzo 1789 con il titolo di Santa Maria in Trastevere.
Fu camerlengo del Sacro Collegio Cardinalizio (1793-1794) e prefetto della Sacra Congregazione del Concilio (1795-1798).